# Major League Baseball 2011
La stagione 2011 della Major League Baseball (MLB) è iniziata il 31 marzo 2011 con la disputa di 6 partite.
L'All Star Game si è svolto il 12 luglio 2011 al Chase Field di Phoenix in Arizona e ha visto imporsi la selezione della National League su quella dell'American League per 5-1.
Le World Series 2011 sono state vinte dai St. Louis Cardinals, per l'undicesima volta nella loro storia, che si sono imposti per 4 partite a 3 sui Texas Rangers.

## Regular Season

### American League

#### East Division
| # | Squadra           | Vittorie | Sconfitte | Perc. | Diff. |
| - | ----------------- | -------- | --------- | ----- | ----- |
| 1 | New York Yankees  | 97       | 65        | .599  | -     |
| 2 | Tampa Bay Rays    | 91       | 71        | .562  | 6.0   |
| 3 | Boston Red Sox    | 90       | 72        | .556  | 7.0   |
| 4 | Toronto Blue Jays | 81       | 81        | .500  | 16.0  |
| 5 | Baltimore Orioles | 69       | 93        | .426  | 28.0  |

#### Central Division
| # | Squadra            | Vittorie | Sconfitte | Perc. | Diff. |
| - | ------------------ | -------- | --------- | ----- | ----- |
| 1 | Detroit Tigers     | 95       | 67        | .568  | -     |
| 2 | Cleveland Indians  | 80       | 82        | .494  | 15.0  |
| 3 | Chicago White Sox  | 79       | 83        | .488  | 16.0  |
| 4 | Kansas City Royals | 71       | 91        | .438  | 24.0  |
| 5 | Minnesota Twins    | 63       | 99        | .389  | 32.0  |

#### West Division
| # | Squadra                | Vittorie | Sconfitte | Perc. | Diff. |
| - | ---------------------- | -------- | --------- | ----- | ----- |
| 1 | Texas Rangers          | 96       | 66        | .593  | -     |
| 2 | L.A. Angels of Anaheim | 86       | 76        | .531  | 10.0  |
| 3 | Oakland Athletics      | 74       | 88        | .457  | 22.0  |
| 4 | Seattle Mariners       | 67       | 95        | .414  | 29.0  |

|  | Vincitore Division |
|  | Wild Card          |

### National League

#### East Division
| # | Squadra               | Vittorie | Sconfitte | Perc. | Diff. |
| - | --------------------- | -------- | --------- | ----- | ----- |
| 1 | Philadelphia Phillies | 102      | 60        | .630  | -     |
| 2 | Atlanta Braves        | 89       | 73        | .549  | 13.0  |
| 3 | Washington Nationals  | 80       | 81        | .497  | 21.5  |
| 4 | New York Mets         | 77       | 85        | .475  | 25.0  |
| 5 | Florida Marlins       | 72       | 90        | .444  | 30.0  |

#### Central Division
| # | Squadra             | Vittorie | Sconfitte | Perc. | Diff. |
| - | ------------------- | -------- | --------- | ----- | ----- |
| 1 | Milwaukee Brewers   | 96       | 66        | .593  | -     |
| 2 | St. Louis Cardinals | 90       | 72        | .556  | 6.0   |
| 3 | Cincinnati Reds     | 79       | 83        | .488  | 17.0  |
| 4 | Pittsburgh Pirates  | 72       | 90        | .444  | 24.0  |
| 5 | Chicago Cubs        | 71       | 91        | .438  | 25.0  |
| 6 | Houston Astros      | 56       | 106       | .346  | 40.0  |

#### West Division
| # | Squadra              | Vittorie | Sconfitte | Perc. | Diff. |
| - | -------------------- | -------- | --------- | ----- | ----- |
| 1 | Arizona Diamondbacks | 94       | 68        | .580  | -     |
| 2 | San Francisco Giants | 86       | 76        | .531  | 8.0   |
| 3 | Los Angeles Dodgers  | 82       | 79        | .509  | 11.5  |
| 4 | Colorado Rockies     | 73       | 89        | .451  | 21.0  |
| 5 | San Diego Padres     | 71       | 91        | .438  | 23.0  |

|  | Vincitore Division |
|  | Wild Card          |

### Record Individuali

#### American League[4][5]
| Stat. | Giocatore         | Squadra           | Totale |
| ----- | ----------------- | ----------------- | ------ |
| AVG   | Miguel Cabrera    | Detroit Tigers    | .344   |
| HR    | José Bautista     | Toronto Blue Jays | 43     |
| RBI   | Curtis Granderson | New York Yankees  | 119    |
| R     | Curtis Granderson | New York Yankees  | 136    |
| H     | Michael Young     | Texas Rangers     | 213    |
| H     | Adrian Gonzalez   | Boston Red Sox    | 213    |
| SB    | Brett Gardner     | New York Yankees  | 49     |
| SB    | Coco Crisp        | Oakland Athletics | 49     |

| Stat. | Giocatore        | Squadra           | Totale |
| ----- | ---------------- | ----------------- | ------ |
| W     | Justin Verlander | Detroit Tigers    | 24     |
| L     | Jeremie Guthrie  | Baltimore Orioles | 17     |
| ERA   | Justin Verlander | Detroit Tigers    | 2.40   |
| K     | Justin Verlander | Detroit Tigers    | 250    |
| IP    | Justin Verlander | Detroit Tigers    | 251    |
| SV    | José Valverde    | Detroit Tigers    | 49     |

#### National League[6][7]
| Stat. | Giocatore      | Squadra                       | Totale |
| ----- | -------------- | ----------------------------- | ------ |
| AVG   | José Reyes     | New York Mets                 | .337   |
| HR    | Matt Kemp      | Los Angeles Dodgers           | 39     |
| RBI   | Matt Kemp      | Los Angeles Dodgers           | 126    |
| R     | Matt Kemp      | Los Angeles Dodgers           | 115    |
| H     | Starlin Castro | Chicago Cubs                  | 207    |
| SB    | Michael Bourn  | Houston Astros Atlanta Braves | 61     |

| Stat. | Giocatore       | Squadra              | Totale |
| ----- | --------------- | -------------------- | ------ |
| W     | Clayton Kershaw | Los Angeles Dodgers  | 21     |
| W     | Ian Kennedy     | Arizona Diamondbacks | 21     |
| L     | Derek Lowe      | Atlanta Braves       | 17     |
| ERA   | Clayton Kershaw | Los Angeles Dodgers  | 2.28   |
| K     | Clayton Kershaw | Los Angeles Dodgers  | 248    |
| IP    | Chris Carpenter | St. Louis Cardinals  | 237 ⅓  |
| SV    | Craig Kimbrel   | Atlanta Braves       | 46     |
| SV    | John Axford     | Milwaukee Brewers    | 46     |

## Post season
|  | Division Series | Division Series       | Division Series   |                     |                   | Championship Series | Championship Series | Championship Series |  |  | World Series | World Series  | World Series |
|  |                 |                       |                   |                     |                   |                     |                     |                     |  |  |              |               |              |
|  | 1               | New York Yankees      | 2                 |                     |                   |                     |                     |                     |  |  |              |               |              |
|  | 3               | Detroit Tigers        | 3                 |                     |                   |                     |                     |                     |  |  |              |               |              |
|  | 3               | Detroit Tigers        | 3                 |                     | 3                 | Detroit Tigers      | 2                   |                     |  |  |              |               |              |
|  | American League |                       |                   |                     | 3                 | Detroit Tigers      | 2                   |                     |  |  |              |               |              |
|  |                 | 2                     | Texas Rangers     | 4                   |                   |                     |                     |                     |  |  |              |               |              |
|  | 2               | 2                     | Texas Rangers     | 4                   | Texas Rangers     | 3                   |                     |                     |  |  |              |               |              |
|  | 2               |                       |                   |                     | Texas Rangers     | 3                   |                     |                     |  |  |              |               |              |
|  | 4               | Tampa Bay Rays        | 1                 |                     |                   |                     |                     |                     |  |  |              |               |              |
|  |                 |                       |                   |                     |                   |                     |                     |                     |  |  | AL2          | Texas Rangers | 3            |
|  |                 |                       | NL4               | St. Louis Cardinals | 4                 |                     |                     |                     |  |  |              |               |              |
|  | 1               | Philadelphia Phillies | 2                 |                     |                   |                     |                     |                     |  |  |              |               |              |
|  | 4               | St. Louis Cardinals   | 3                 |                     |                   |                     |                     |                     |  |  |              |               |              |
|  | 4               | St. Louis Cardinals   | 3                 |                     | 4                 | St. Louis Cardinals | 4                   |                     |  |  |              |               |              |
|  | National League |                       |                   |                     | 4                 | St. Louis Cardinals | 4                   |                     |  |  |              |               |              |
|  |                 | 2                     | Milwaukee Brewers | 2                   |                   |                     |                     |                     |  |  |              |               |              |
|  | 2               | 2                     | Milwaukee Brewers | 2                   | Milwaukee Brewers | 3                   |                     |                     |  |  |              |               |              |
|  | 2               |                       |                   |                     | Milwaukee Brewers | 3                   |                     |                     |  |  |              |               |              |
|  | 3               | Arizona Diamondbacks  | 2                 |                     |                   |                     |                     |                     |  |  |              |               |              |

### Division Series
American League
| Data                                | Squadra di casa  | Squadra ospite   | Ris.   |
| ----------------------------------- | ---------------- | ---------------- | ------ |
| 30/09                               | New York Yankees | Detroit Tigers   | 9 - 3  |
| 02/10                               | New York Yankees | Detroit Tigers   | 3 - 5  |
| 03/10                               | Detroit Tigers   | New York Yankees | 5 - 4  |
| 04/10                               | Detroit Tigers   | New York Yankees | 1 - 10 |
| 06/10                               | New York Yankees | Detroit Tigers   | 2 - 3  |
| Detroit Tigers vincono la serie 3-2 |                  |                  |        |

| Data                               | Squadra di casa | Squadra ospite | Ris.  |
| ---------------------------------- | --------------- | -------------- | ----- |
| 30/09                              | Texas Rangers   | Tampa Bay Rays | 0 - 9 |
| 01/10                              | Texas Rangers   | Tampa Bay Rays | 8 - 6 |
| 03/10                              | Tampa Bay Rays  | Texas Rangers  | 3 - 4 |
| 04/10                              | Tampa Bay Rays  | Texas Rangers  | 3 - 4 |
| Texas Rangers vincono la serie 3-1 |                 |                |       |

National League
| Data                                     | Squadra di casa       | Squadra ospite        | Ris.   |
| ---------------------------------------- | --------------------- | --------------------- | ------ |
| 01/10                                    | Philadelphia Phillies | St. Louis Cardinals   | 11 - 6 |
| 02/10                                    | Philadelphia Phillies | St. Louis Cardinals   | 4 - 5  |
| 04/10                                    | St. Louis Cardinals   | Philadelphia Phillies | 2 - 3  |
| 05/10                                    | St. Louis Cardinals   | Philadelphia Phillies | 5 - 3  |
| 07/10                                    | Philadelphia Phillies | St. Louis Cardinals   | 0 - 1  |
| St. Louis Cardinals vincono la serie 3-2 |                       |                       |        |

| Data                                   | Squadra di casa      | Squadra ospite       | Ris.   |
| -------------------------------------- | -------------------- | -------------------- | ------ |
| 01/10                                  | Milwaukee Brewers    | Arizona Diamondbacks | 4 - 1  |
| 02/10                                  | Milwaukee Brewers    | Arizona Diamondbacks | 9 - 4  |
| 04/10                                  | Arizona Diamondbacks | Milwaukee Brewers    | 8 - 1  |
| 05/10                                  | Arizona Diamondbacks | Milwaukee Brewers    | 10 - 6 |
| 07/10                                  | Milwaukee Brewers    | Arizona Diamondbacks | 3 - 2  |
| Milwaukee Brewers vincono la serie 3-2 |                      |                      |        |

### League Championship Series
American League
| Data                               | Squadra di casa | Squadra ospite | Ris.   |
| ---------------------------------- | --------------- | -------------- | ------ |
| 08/10                              | Texas Rangers   | Detroit Tigers | 3 - 2  |
| 10/10                              | Texas Rangers   | Detroit Tigers | 7 - 3  |
| 11/10                              | Detroit Tigers  | Texas Rangers  | 5 - 2  |
| 12/10                              | Detroit Tigers  | Texas Rangers  | 3 - 7  |
| 13/10                              | Detroit Tigers  | Texas Rangers  | 7 - 5  |
| 15/10                              | Texas Rangers   | Detroit Tigers | 15 - 5 |
| Texas Rangers vincono la serie 4-2 |                 |                |        |

National League
| Data                                     | Squadra di casa     | Squadra ospite      | Ris.   |
| ---------------------------------------- | ------------------- | ------------------- | ------ |
| 09/10                                    | Milwaukee Brewers   | St. Louis Cardinals | 9 - 6  |
| 10/10                                    | Milwaukee Brewers   | St. Louis Cardinals | 3 - 12 |
| 12/10                                    | St. Louis Cardinals | Milwaukee Brewers   | 4 - 3  |
| 13/10                                    | St. Louis Cardinals | Milwaukee Brewers   | 2 - 4  |
| 14/10                                    | St. Louis Cardinals | Milwaukee Brewers   | 7 - 1  |
| 16/10                                    | Milwaukee Brewers   | St. Louis Cardinals | 6 - 12 |
| St. Louis Cardinals vincono la serie 4-2 |                     |                     |        |

### World Series
| Data                                     | Squadra di casa     | Squadra ospite      | Ris.   |
| ---------------------------------------- | ------------------- | ------------------- | ------ |
| 19/10                                    | St. Louis Cardinals | Texas Rangers       | 3 - 2  |
| 20/10                                    | St. Louis Cardinals | Texas Rangers       | 1 - 2  |
| 22/10                                    | Texas Rangers       | St. Louis Cardinals | 7 - 16 |
| 23/10                                    | Texas Rangers       | St. Louis Cardinals | 4 - 0  |
| 24/10                                    | Texas Rangers       | St. Louis Cardinals | 4 - 2  |
| 27/10                                    | St. Louis Cardinals | Texas Rangers       | 10 - 9 |
| 28/10                                    | St. Louis Cardinals | Texas Rangers       | 6 - 2  |
| St. Louis Cardinals vincono la serie 4-3 |                     |                     |        |

## Premi
- Miglior giocatore della Stagione

|    | Giocatore        | Squadra           |
| -- | ---------------- | ----------------- |
| AL | Justin Verlander | Detroit Tigers    |
| NL | Ryan Braun       | Milwaukee Brewers |

- Rookie dell'anno

|    | Giocatore         | Squadra        |
| -- | ----------------- | -------------- |
| AL | Jeremy Hellickson | Tampa Bay Rays |
| NL | Craig Kimbrel     | Atlanta Braves |

- Miglior giocatore delle World Series

| Giocatore    | Squadra             |
| ------------ | ------------------- |
| David Freese | St. Louis Cardinals |